# Eugène Mougin
Eugène Mougin (París, 17 de noviembre de 1852-Clichy, 28 de diciembre de 1924) fue un deportista francés que compitió en tiro con arco, en la modalidad de arco recurvo. Participó en los Juegos Olímpicos de París 1900, obteniendo una medalla de oro en la prueba au chapelet 50 m.

## Palmarés internacional
| Juegos Olímpicos | Juegos Olímpicos | Juegos Olímpicos | Juegos Olímpicos |
| Año              | Lugar            | Medalla          | Prueba           |
| ---------------- | ---------------- | ---------------- | ---------------- |
| 1900             | París (Francia)  | Medalla de oro   | Au chapelet 50 m |